# Walther Zifreund
Walther Zifreund (* 18. Oktober 1928 in Wettern; † 1. September 2005 in Tübingen) war ein deutscher Psychologe, Erziehungswissenschaftler und Hochschullehrer.

## Wirken
Walther Zifreund, Sohn von Hedwig Zifreund, geborene Tomandl, und des promovierten Bibliotheksrats und Dozenten Viktor Zifreund, wurde im heutigen Tschechien geboren, war evangelisch, studierte Erziehungswissenschaften und wurde 1951 an der Universität Bonn zum Doktor der Philosophie promoviert. Ab 1953 war er Diplom-Psychologe. Die erste und zweite Lehrerprüfung bestand er 1953 bzw. 1955. Er arbeitete von 1953 bis 1956 als Lehrer, von 1956 bis 1957 als wissenschaftlicher Assistent an der Pädagogischen Hochschule Osnabrück und 1957 bis 1962 als Dozent an der Pädagogischen Hochschule Kaiserslautern. Im Jahre 1962 wurde er Wissenschaftlicher Rat an der Eberhard-Karls-Universität Tübingen, wo er am dortigen Institut für Erziehungswissenschaft 1967 das Zentrum für Neue Lernverfahren in der Münzgasse begründete und ab 1969 leitete. Nach seiner Habilitation 1969 wurde er an der Universität Tübingen im selben Jahr Ordinarius für Erziehungswissenschaften und war ab 1978 Direktor des Instituts für Erziehungswissenschaft II. Neben seiner Tätigkeit im Arbeitsbereich für neue Lernverfahren beschäftigte sich Zifreund mit künstlerischer Therapie, Verhaltenstraining und Psychotherapie. 2001 wurde er als Psychotherapeut approbiert. Für einige Zeit war er an der privaten Internationalen Hochschule Calw im Bereich der künstlerischen Therapie tätig und hatte außerdem eine Honorarprofessur an der Universität Stuttgart inne.

## Schriften (Auswahl)
- Probleme der Wahrnehmung im Lichte neuerer gegenstandstheoretischer Untersuchungen. Dissertation Universität Bonn 1951.
- Ein strukturanalytisches Programm als Hilfsmittel bei der Herstellung und kritischen Analyse von Lehrprogrammen. In: Lehrmaschinen in kybernetischer und pädagogischer Sicht. Bd. 3 (1965), S. 114–135.
- Konzept für ein Training des Lehrverhaltens mit Fernsehaufzeichnungen in Kleingruppenseminaren (= Programmiertes Lernen und programmierter Unterricht. Beiheft 1). Cornelsen, Berlin 1966.
- Zur Problematik von Lehrertypologien und typisierenden pädagogischen Stillehren. In: Zeitschrift für Pädagogik, Jg. 13 (1967), H. 2, S. 116–134.
- (Hrsg.): Schulmodelle, programmierte Instruktionen und technische Medien. Ehrenwirth, München 1968.
- (Hrsg.): Thema Unterrichtsbeobachtung. Beltz, Weinheim 1974.
- (Hrsg.): Training des Lehrverhaltens und Interaktionsanalyse. Beltz, Weinheim 1976, ISBN 3-407-54022-1.
- Gestaltwahrnehmung und Kunsttherapie. In: Karl H. Türk (Hrsg.): Therapie durch künstlerisches Gestalten. Wider die Handlungsverarmung in unserer Zeit. Verlag Urachhaus, Stuttgart 1986, S. 211–228, ISBN 3-87838-495-5.
- Künstlerische Therapien in interdisziplinärer Sicht. Attempto, Tübingen 1993.
- (Hrsg.): Therapien im Zusammenspiel der Künste. Attempto-Verlag, Tübingen 1996, ISBN 3-89308-241-7.
- Überlegungen zu den philosophischen und ethischen Grundlagen der Künstlerischen Therapien. In: Yolanda Bertolaso (Hrsg.): Musik-, Kunst- und Tanztherapie (= Qualitätsanforderungen in den künstlerischen Therapien). Paroli, Münster 2001, S. 7–33, ISBN 3-927260-15-0.
- Über "Modalität" bzw. "Intermodalität" in der Psychotherapie und in den Künstlerischen Therapien. In: Zeitschrift für Musik-, Tanz- und Kunsttherapie, Jg. 13 (2002), S. 16–29.
- Von Stimme, Bewegung und Klangkörpern zu Musikinstrumenten. In: Daniela Laufer (Hrsg.): De Consolatione Musicae. Festschrift zur Emeritierung von Walter Piel (= Kölner Studien zur Musik in Erziehung und Therapie, Bd. 9). Dohr, Köln 2004, S. 239–254, ISBN 3-936655-13-8.
- Über Herbarts "Ästhetische Darstellung der Welt als das Hauptgeschäft der Erziehung" und die "Dunkle Seite der Pädagogik". Zweiter Anlauf: Was bedeutet Ästhetik und Ästhetische Darstellung der Welt". In: Musik-, Tanz- und Kunsttherapie ..., Bd. 16 (2005), S. 32–45.

Festschriften
- Albrecht Leuteritz (Hrsg.): Konkrete Pädagogik. Festschrift für Walther Zifreund zum 60. Geburtstag. Attempto-Verlag, Tübingen 1988.
- Hans Gerhard Klinzing (Hrsg.): Neue Lernverfahren. Zweite Festschrift für Walther Zifreund ; aus Anlaß seiner Emeritierung. Dgvt-Verlag, Tübingen 1998, ISBN 3-87159-022-3.